# Bertsdorf

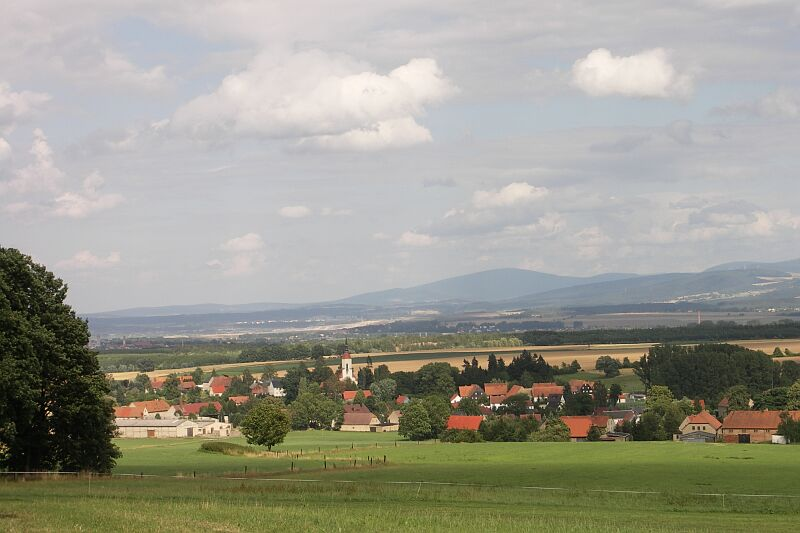
Blick vom Seidelsberg auf Bertsdorf

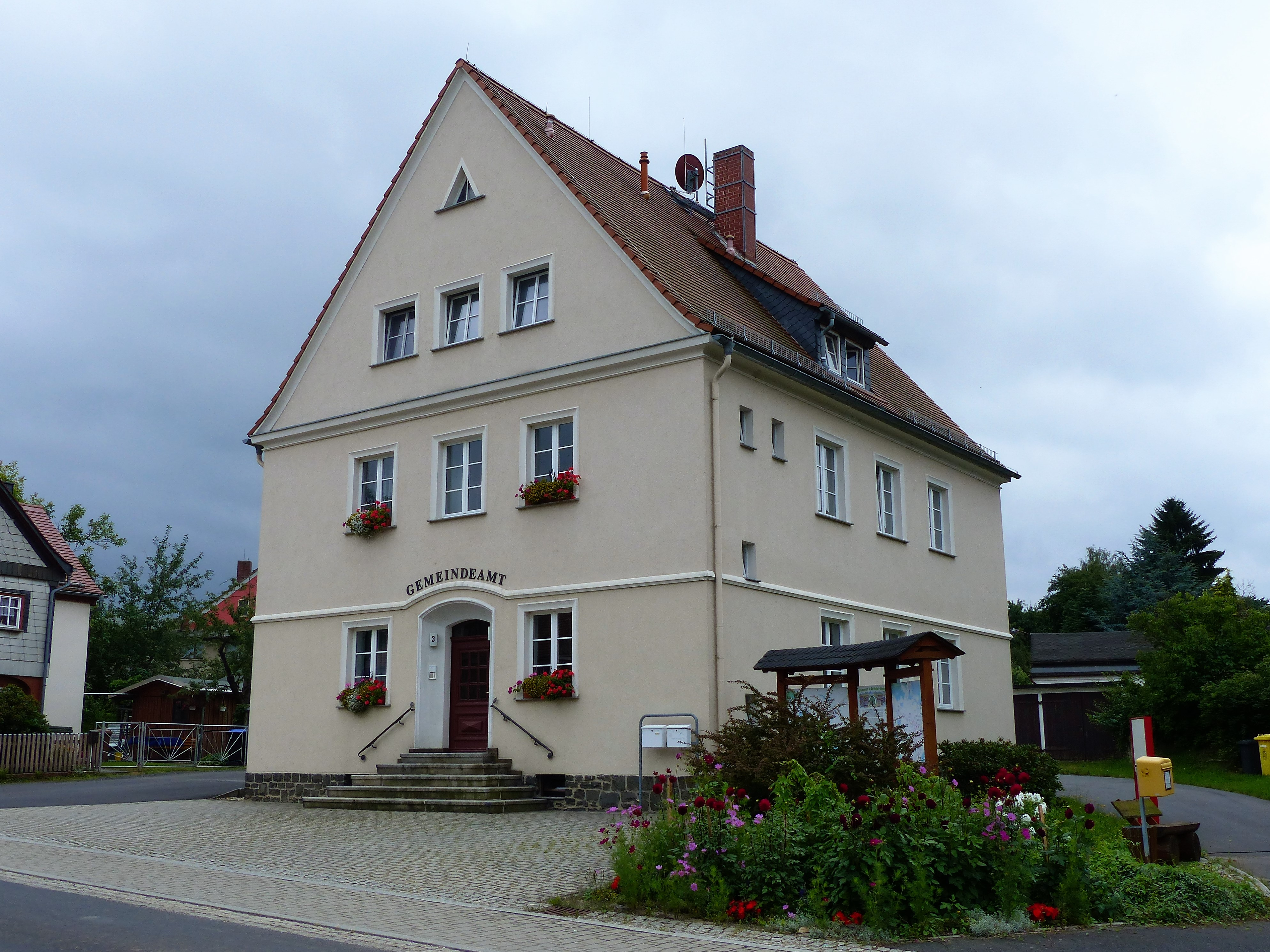
Gemeindeamt

Bertsdorf ist ein Ortsteil von Bertsdorf-Hörnitz im Landkreis Görlitz.

## Geografie

### Lage
Bertsdorf liegt im südlichen Teil des Landkreises im Großschönauer Becken- und Kuppenland in der Östlichen Oberlausitz. Das Dorf erstreckt sich von Südwest nach Nordost im Tal des Bertsdorfer Wassers. Nördlich erheben sich der Seidelsberg (433 m ü. NN) und die Koitsche (357 m ü. NN), im Nordosten die Hörnitzer Höhe und die Olbersdorfer Höhe (308 m ü. NN), östlich die Grundbachhöhe (319 m ü. NN), im Süden der Kieferberg, südwestlich der Steinbusch und der Pocheberg (465 m ü. NN), im Westen die Taubenstallberge (422 m ü. NN) und der Steinberg (442 m ü. NN) sowie nordwestlich der Breiteberg (510 m ü. NN).
Durch Bertsdorf verläuft die Staatsstraße 136 von Hörnitz nach Waltersdorf, sie kreuzt sich an der Hirschkreuzung mit der Staatsstraße 138 vom Bahnhof Bertsdorf nach Großschönau.

### Nachbarorte
| Großschönau          | Neuhörnitz                                  | Althörnitz |
| Neuschönau           | Kompassrose, die auf Nachbargemeinden zeigt | Olbersdorf |
| Jonsdorf, Saalendorf | Bahnhof Bertsdorf, Hänischmühe              | Olbersdorf |

## Geschichte
Das Waldhufendorf Bertsdorf wurde im 13. Jahrhundert angelegt und nach einem Lokator Bertram benannt. Erstmals erwähnt wurde Bertramy villa 1352 als Zittauer Ratsdorf. 1391 war der Ort als Bertrampsdorf im Urbarium des Zittauer Hospitals St. Jakob aufgeführt. Nach dem Oberlausitzer Pönfall gelangte Bertsdorf an adlige Besitzer, 1586 erwarb der Zittauer Rat das Dorf zurück. 1672 zerstörte ein Blitzschlag die Bertsdorfer Kapelle. Zwischen 1672 und 1675 entstand die barocke Kirche Bertsdorf. Bis 1730 gehörte auch Jonsdorf zum Bertsdorfer Kirchspiel.
Bertsdorf entwickelte sich von der ursprünglichen bäuerlichen Besiedlung zu einem Weberdorf mit dichter Bebauung der Dorfaue. Aus den Steuerlisten von 1767 geht hervor, dass in Bertsdorf 151 Leineweber, 150 Gesellen, Wirkmägde und erwachsene Kinder sowie 216 Häusler lebten, die für Großschönauer Faktoren arbeiteten. Im Ort wurden nie Verleger ansässig, ebenso bestanden keine Veredlungsanlagen. Die Bertsdorfer Bauern waren dem Zittauer Rat zu Hand- und Spanndiensten, darunter Steinfuhren aus dem Zittauer Gebirge verpflichtet. Das Wasser der Bertse wurde im Ort zum Antrieb von drei Mühlen genutzt; Besitzer der Oberen Mühle, Mittelmühle und Niedermühle war bis zum Beginn des 19. Jahrhunderts der Zittauer Rat. Südwestlich des Dorfes befand sich am Pochebach seit dem 16. Jahrhundert, die auf einer alten Pochstatt erbaute Bertsdorfer Brettmühle; nach 1795 erlosch diese Mühle.
Zum Ende des 18. Jahrhunderts setzte eine Erweiterung des Dorfes nach außen ein. Der Jonsdorfer Bleichermeister Johann Gottlieb Hänisch ließ 1772 auf der südlichsten Flur unterhalb von Jonsdorf am Grundbach eine Bleiche anlegen; die um die Fabrik errichtete Kolonie erhielt 1840 den Namen Hänischmühe. 1796 wurde das erste Haus am Viebig errichtet, 1867 war die Häuserreihe an der Straße nach Saalendorf auf 16 Häuser angewachsen. Bertsdorf blieb bis zur Mitte des 19. Jahrhunderts immer ein Zittauer Ratsdorf.
Nach der Errichtung der Pochefabrik arbeiten die Bertsdorfer Weber ab 1861 für Christian Friedrich Fabian sowie andere Großschönauer Fabrikanten. 1867 arbeiteten in Bertsdorf neun selbständige Weber, sechs Faktorweber, drei Beinkleid-Stofffabrikanten, drei Färber und je ein Strumpfwirker und Zwister.
Am 2. Juli 1875 schwoll die Bertse nach einem Wolkenbruch so stark an, dass mehrere Brücken einstürzten. 1925 wurde der Linienbusverkehr nach Zittau aufgenommen. Seit 1955 wurden insbesondere im Oberdorf um die Gaststätte „Zum Hirsch“ Zimmer an Urlauber vermietet. Am 1. Januar 1957 wurde die Ansiedlung Hänischmühe nach Jonsdorf umgemeindet. Zu Zeiten der DDR produzierte in Bertsdorf lediglich eine kleine Fabrik. Am 1. März 1994 schloss sich Bertsdorf mit Hörnitz zu einer Gemeinde Bertsdorf-Hörnitz zusammen, deren Sitz in Bertsdorf ist.

### Ortsname
Urkundlich überliefert sind die Namensformen Bertramy Villa (1352), Bertranivilla (1363), Pertramivilla (1375), Bertramsdorf (1380), Bertrampsdorf (1391), Baldramsdorff (1393), Bertransdorff (1428), Bertsdorff (1453), Bertelsdorf (1578), Bertzdorff (1721) und Bertsdorf bey Zittau (1768).

### Verwaltungszugehörigkeit
1777: Görlitzer Kreis, 1849: Landgerichtsbezirk Löbau, 1856: Gerichtsamt Zittau, 1875: Amtshauptmannschaft Zittau, 1952: Kreis Zittau, 1994: Landkreis Löbau-Zittau, 2008: Landkreis Görlitz

### Einwohnerentwicklung
| Jahr | Einwohner                                                 |
| ---- | --------------------------------------------------------- |
| 1547 | 61 besessene Mann                                         |
| 1777 | 40 besessene Mann, 20 Gärtner, 221 Häusler, elf Wüstungen |
| 1834 | 1987                                                      |
| 1871 | 1993                                                      |
| 1890 | 2051                                                      |
| 1910 | 2055                                                      |
| 1925 | 2064                                                      |
| 1939 | 1975                                                      |
| 1946 | 2242                                                      |
| 2011 | 1065                                                      |

## Ortsbild
Bertsdorf besteht zum Großteil aus Fachwerk- und Umgebindehäusern. An den aus dem 17. und 18. Jahrhundert stammenden Umgebindehäusern ist die Entwicklung der Blockbauweise deutlich erkennbar. Die erhaltenen Bauerngüter und Häusleranwesen wurden zum Teil als Fachwerkständerbauten errichtet oder bestehen aus einem auf massiven Bruchsteinmauerwerk aufgesetzten Fachwerkobergeschoss. Teilweise wurde das Lehmfachwerk mit Bretterverschalung oder Schieferverschlag überdeckt. Im 18. und Anfang des 19. Jahrhunderts wurden zahlreiche Häuser mit reich verzierten Türstöcken aus Sandstein versehen. Von den ehemals 13 Sandsteinbrücken über die Bertse sind noch zwei erhalten.
Die überwiegend landwirtschaftlich genutzte Ortsflur erstreckt sich vom Breiteberg im Nordwesten bis zum Grundbachtal im Südosten. Mit Ausnahme des Breiteberges, Seidelsberges, Steinberges und Steinbusch ist die Flur unbewaldet. Diese Erhebungen vulkanischen Ursprungs überragen die ansonsten von Lößlehm bedeckten Hanglagen.
Die Streifengliederung des Waldhufendorfs lässt sich noch heute gut am Verlauf der Feldwege aus dem Tal erkennen. Dabei unterscheidet sich das Niederdorf vom Oberdorf. Während sich die länglichen Grundstücke im Niederdorf etwa rechtwinklig zur Mittelachse entlang der Bertse bis auf den Höhenrücken ziehen, wurde die radiale Flurgliederung im Oberdorf dem Geländerelief angepasst. Hier erstrecken sich die Fluren strahlenförmig schräg nach Westen bis auf den waldlosen Rücken des Pocheberges und der Taubenstallberge.
Die dörfliche Struktur von Bertsdorf hat sich bis in die Gegenwart erhalten. Industrie hat sich im Ort nie angesiedelt.

### Ortsgliederung
Bertsdorf gliedert sich in das Oberdorf und das Niederdorf. Besonders benannte Ortslage sind:
- Die Butte, eine Häusergruppe am südwestlichen Ende des Oberdorfes, wo die Bertse entspringt
- Der Viebig, eine einen Kilometer lange Häuserzeile, die sich vom Oberdorf aus auf der linken Seite der Straße nach Saalendorf hinzieht
- Das Jägerwäldchen, eine linksseitig des Pochebaches an der Gemarkungsgrenze zu Saalendorf gelegene, aus einer Gaststätte mit Pension bestehende Einschicht

### Besonderheiten

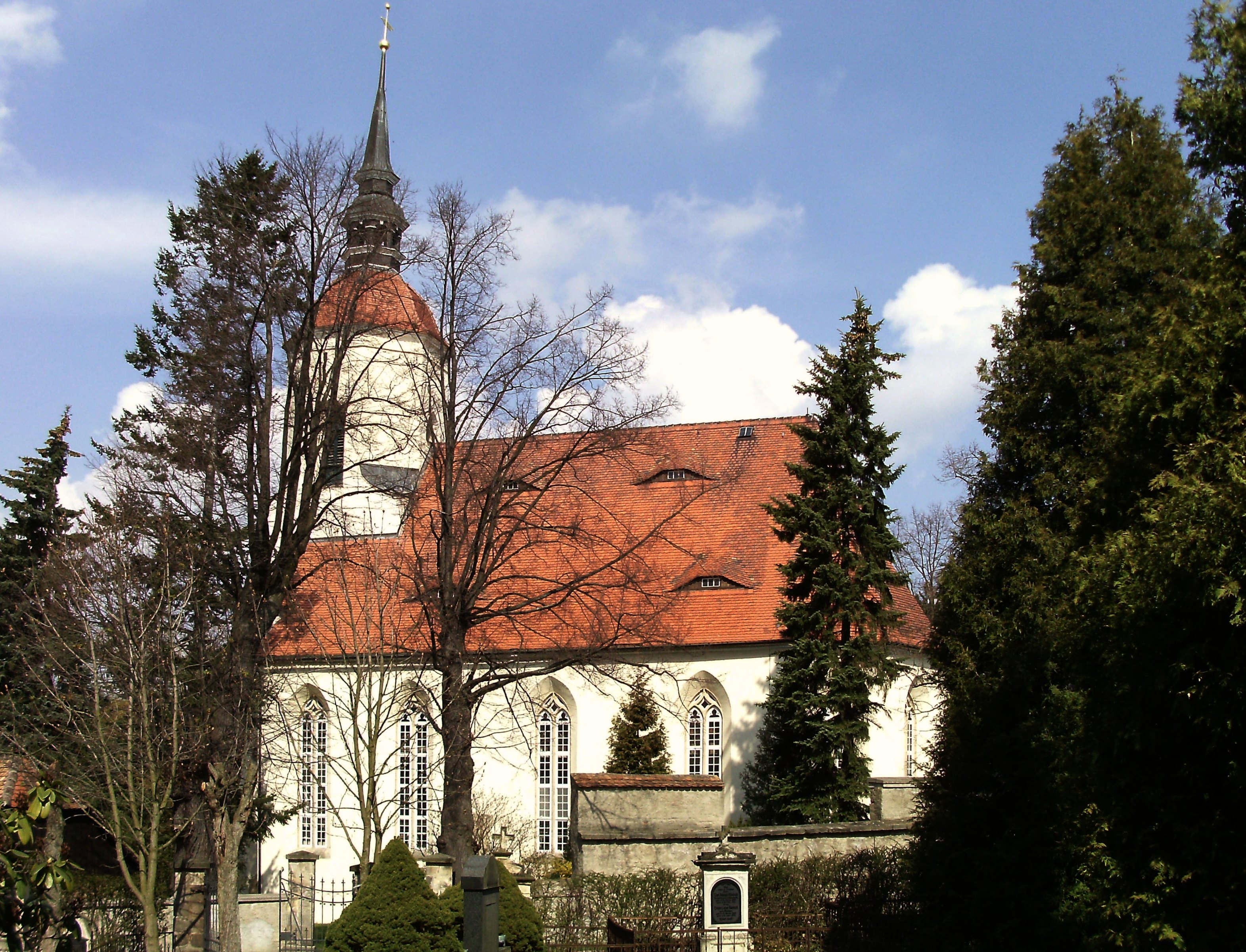
Bertsdorfer Kirche

- Die im Niederdorf stehende Kirche ist das Wahrzeichen des Ortes. Der von 1672 bis 1675 errichtete Barockbau diente als Vorbild für zahlreiche Dorfkirchen in der südlichen Oberlausitz. Sie wird von einem Friedhof mit einem Renaissancetor aus dem Jahre 1574 umgeben. Vor der Turmseite der Kirche steht das 1700 erbaute Pfarrhaus.
- Das Kahlert-Gut über dem östlichen Hang des Bertsetals ist ein ortstypisches Bauerngut. Das 1807 neugestaltete Wohnhaus besteht aus einem massiven Erdgeschoss und einem Lehmfachwerkobergeschoss. Auf dem Korbbogenportal befinden sich die Initialen des Besitzers Gustav Friedrich Kahlert. Zu dem Hof gehören des Weiteren noch zwei Lehmfachwerkbauten: eine strohgedeckte Scheune und ein weiteres Gebäude mit Galerie.
- Die Sandsteinbogenbrücke über die Bertse am Oberen Kirchweg. Sie wurde 1802 errichtet und 2000 neu aufgebaut.
- Die Sonnenuhr mit Bauernmalerei in der Hinteren Dorfstraße
- Die Obere Mühle, in ihrem Anbau befindet sich die Schubertsche Sammlung von kulturhistorischen Geräten der Haus- und Landwirtschaft
- Die Ressel-Schmiede ist die jüngste und einzig erhaltene Schmiede im Ort. Sie wurde 1866 gegründet und 1903 von Karl Ressel gekauft. Heute ist sie in dritter Generation im Besitz der Familie Ressel. Der Maler Richard Israel schuf ein Bild von der Arbeit in der Schmiede.
- Der Mordstein auf der Katzenhöhe erinnert an die Ermordung der 22-jährigen Marie Rosine Wagner durch ihren Bräutigam am 26. Mai 1825

## Söhne und Töchter des Ortes
- Friedrich Renger (1918–2015), Internist und Hochschullehrer
- Joachim von Sandersleben (* 1922), Tiermediziner und Hochschullehrer
- Siegfried Schreiber (1928–1988), Bildhauer und Maler
- Gitta Kettner (1928–2011), Grafikerin und Illustratorin